# ベルンハルト・ルジンブール
ベルンハルト・ルジンブール（ルーギンビュール、Bernhard Luginbühl、1929年2月16日 - 2011年2月19日）は、スイスの彫刻家。ベルン州ベルン出身。
スイスを代表する彫刻家の一人で、金属機械の彫刻作品が多い。日本では1970年の大阪万博に出品され、現在美ヶ原高原美術館で展示されている『スズメヲウツノニタイホウヲモチダス』が知られている。